# Candela, Apulien
Candela är en ort och kommun i provinsen Foggia i regionen Apulien i Italien. Kommunen hade 2 784 invånare (2017).